# Università Slava di Baku
L'università slava di Baku (in azero Bakı Universiteti Slavyan) è un'università pubblica situata a Baku, in Azerbaigian.

## Storia
L'istituzione è stata fondata, con decreto del Consiglio dei commissari del popolo dell'Unione Sovietica, il 2 febbraio 1946 come Akhundov State Institute of Teachers. L'università è stata rifondata nel 2000 sulla base dell'Istituto pedagogico azero di lingua e letteratura russa M. Akhoundov, dopo una riorganizzazione del sistema educativo azero.
30 luglio 1948, nell'ambito dell'insegnamento di lingua e letteratura russa nelle scuole secondarie dell'Azerbaigian, detiene la prima promozione di specialisti.